# Pitiriasi rosada
La pitiriasi rosada o pitiriasi (rosada) de Gibert o pityriasis rosea és una malaltia de la pell que pot durar entre 6 i 8 setmanes i en alguns casos excepcionals fins a 6 mesos, sense tractament. És comú trobar-la en pacients d'entre 10 i 35 anys, especialment durant la primavera i la tardor. Inicialment apareix una taca primària (taca mare) de color vermellós, posteriorment en sortiran d'altres més petites, estenent-se per tot el cos (principalment pel tronc), sense afectar la cara. No precisa tractament.

## Etiologia
La causa de la pitiriasi rosada és incerta, però la seva presentació clínica i les reaccions immunològiques suggereixen una infecció viral com a causa desencadenant, i seria una resposta autoimmunitària secundària la responsable de la pitiriasi.

## Signes i símptomes
Inclouen: 
- Una infecció del tracte respiratori superior pot precedir tots els altres símptomes fins a un 69% dels pacients.[5]
- Una única taca oval, rosada (amb més o menys intensitat), de vores escatoses i de 2 a 10 cm, l'anomenada "placa heràldica" apareix clàssicament al tronc.[6][7] A vegades, aquesta "placa" pot aparèixer en un lloc "ocult" (per exemple, a l'aixella) passant desapercebuda, també pot aparèixer com un grup de petites taques ovalades. Rarament la "placa" no apareix.[6]
- De 7-14 dies després de la placa heràldica, apareixen altres taques ovalades, rosades, finament descamatives, però més petites en forma d'erupció al tronc.[6] En el 6% dels casos pot haver-hi una distribució inversa, amb erupció principalment a les extremitats.[8] Les taques, que són ovalades prenen una disposició on el seu diàmetre màxim segueix la línia de les costelles prenent una distribució característica en "arbre de Nadal".[6] Taques més petites i circulars poden aparèixer a l'esquena i el coll diversos dies després. No és habitual que les lesions apareguin a la cara, llavors ho fan en les galtes o en la línia del cabell.
- Al voltant d'una de cada quatre persones presenten picor de grau lleu a sever. (Una picor moderada sol ser freqüentment a causa d'un excés de sequedat de la pell, sobretot si s'utilitza sabó per netejar les zones afectades). S'agreuja si es rasquen les lesions. La picor tendeix a desaparèixer quan ho fa l'erupció i no sol durar tot el curs de la malaltia.[6]
- L'erupció pot acompanyar-se de febreta, mal de cap, nàusees i cansament.

## Diagnòstic

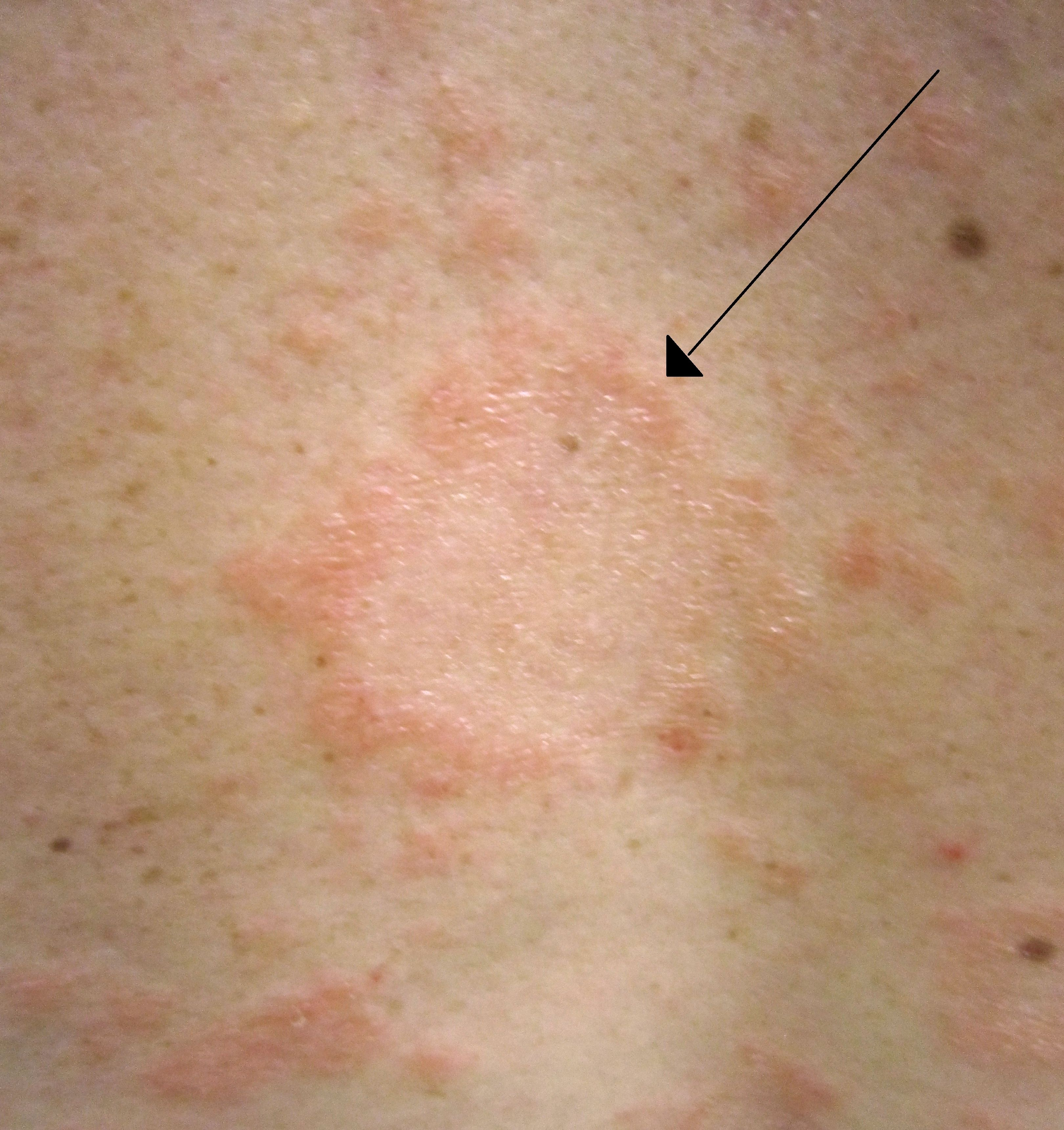
Una placa heràldica de la pitiriasi rosada que s'inicia abans que la resta de lesions

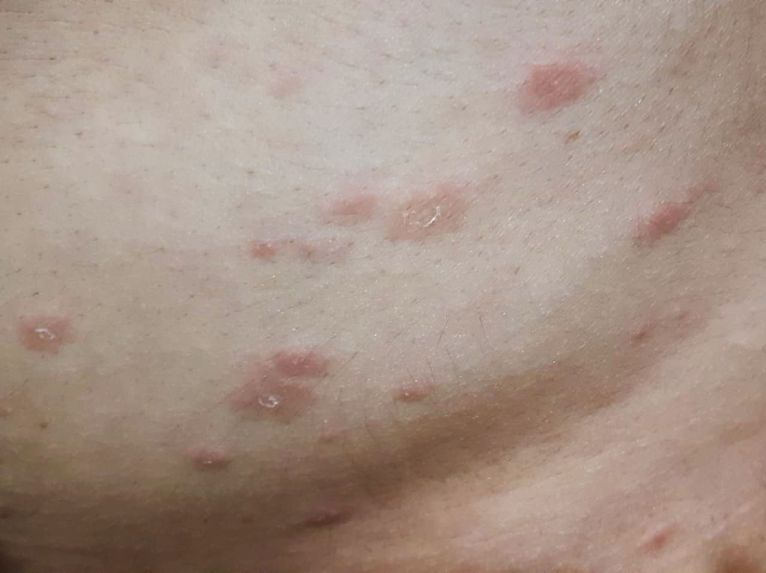
Descamació en collaret perifèric en tres de les lesions.

Els professionals amb experiència poden fer el diagnòstic clínic. Si el diagnòstic està en dubte, es poden realitzar proves per descartar afeccions d'aparença similar com ara la malaltia de Lyme, la dermatofitosi, la psoriasi de gotes (o guttata), l'èczema nummular, les erupcions per fàrmacs i altres exantemes virals. L'aspecte clínic de pitiriasi rosada és similar al de la sífilis secundària, i s'hauria de realitzar proves serològiques ràpides si hi ha alguna sospita que ho pugui ser. Una biòpsia de les lesions mostrarà eritròcits extravasats dins de les papil·les dèrmiques i les cèl·lules disqueratòtiques de la dermis.
Hi ha un conjunt de criteris de diagnòstic validats per a la pitiriasi rosada:
A un pacient se li diagnostica pitiriasi rosada si:
1. En almenys una visita, té totes les característiques clíniques essencials i almenys una de les característiques clíniques opcionals, i
2. En totes les visites relacionades amb l'erupció, no té cap característica clínica excloent.

Les característiques clíniques essencials són les següents:
1. Lesions circulars o ovalades discretes,
2. La majoria de lesions són lleugerament elevades (pàpules) i
3. Descamació en collaret perifèric amb espai central en almenys dues lesions.

Les característiques clíniques opcionals són les següents:
1. Distribució troncal i proximal de les extremitats, amb menys del 10% de les lesions distals a mitja part superior del braç i mitja cuixa,
2. Orientació de la majoria de lesions al llarg de les línies de clivatge de la pell i
3. Una taca heràldica (no necessàriament la més gran) que apareix almenys dos dies abans de l'erupció d'altres lesions, per la història del pacient o per l'observació clínica.

Les característiques clíniques excloents són les següents:
1. Múltiples vesícules petites al centre de dues o més lesions,
2. Dues o més lesions en superfícies de la pell palmar o plantar, i
3. Evidència clínica o serològica de sífilis secundària.

## Tractament
Generalment no es necessita cap tractament. Es poden utilitzar antihistamínics orals o glucocorticoides tòpics per disminuir la picor. Els glucocorticoides proporcionen alleujament per la picor i milloren l'aspecte de l'erupció, però també provoquen que la nova pell que es forma (després de l'erupció es redueixi) trigui més a igualar-se en el color de la pell que l'envolta. Tot i que no s'ha trobat cap cicatriu associada a l'erupció, s'han d'evitar les rascades. És possible que el rascat pugui empitjorar la picor i es pugui desenvolupar un cicle de rascar i augment de la picor. S'han d'evitar irritants com sabons amb fragàncies, aigua calenta, llana i teixits sintètics. Les locions que ajuden a aturar o evitar la picor poden ser útils.
La llum solar directa fa que les lesions es resolguin més ràpidament. Segons aquest principi, el tractament mèdic amb llum ultraviolada s'ha utilitzat per accelerar la resolució, encara que els estudis no estan d'acord si disminueix o no la picor. La teràpia UV és més beneficiosa durant la primera setmana de l'erupció.

## Pronòstic
En la majoria dels pacients, la malaltia només dura qüestió de setmanes; en alguns casos pot durar més (fins a sis mesos). La malaltia es resol completament sense efectes a llarg termini. El dos per cent dels pacients tenen recidiva.

## Epidemiologia
S'ha estimat que la prevalença global de la pitiriasi rosada als Estats Units és del 0,13% en els homes i del 0,14% en les dones. Es dona amb més freqüència entre els 10 i els 35 anys. És més freqüent a la primavera.
La pitiriasi rosada no es considera contagiosa, tot i que hi ha hagut informes de petites epidèmies a cases de fraternitat, bases militars, escoles i gimnasos.